# Tribunal judiciaire de Saint-Denis
Le tribunal judiciaire de Saint-Denis est un tribunal judiciaire français qui siège à Champ Fleuri, un quartier de Saint-Denis de La Réunion. 
Compétent sur la moitié nord de cette île de l'océan Indien, l'autre moitié étant la compétence du tribunal judiciaire de Saint-Pierre, il est placé sous le ressort de la cour d'appel de Saint-Denis, également située dans le chef-lieu du département d'outre-mer.

## Organisation

### Président
- Emmanuelle Wacongne depuis le 12 août 2022[2]

### Procureur de la République
- Véronique Denizot depuis le 15 juin 2021[3]